# Disaster Girl
Pour les articles homonymes, voir Girl.
Disaster Girl (français : petite fille de la catastrophe) désigne un mème utilisant la photographie d'une  fillette regardant l'objectif alors qu'une maison brûle derrière elle,.

## Situation de la scène
La scène s'est déroulée en 2005 à Mebane, dans la Caroline du Nord, aux États-Unis. Le terrain de la maison en feu est situé au 112 rue Holt Ouest (anglais : 112 West Holt Street), au croisement avec la 4e rue Sud (anglais : South 4th Street). L'incendie a été allumé par les pompiers de la ville dans le cadre d'un exercice.
La photographie a été prise par un photographe amateur, Dave Roth, qui demande à sa fille de 4 ans de sourire.

## Vente de la photographie
En avril 2021, la photographie a été mise aux enchères sous forme de jeton non fongible. Elle est vendue le 26 avril à 180 Ether,.
Zoé Roth, la jeune femme représentée sur la photographie, compte utiliser les bénéfices de la vente pour couvrir ses frais universitaires.